# Franz Etzel
Pour les articles homonymes, voir Etzel.
Franz Etzel, né le 12 août 1902 à Wesel et mort le 9 mai 1970 à Düsseldorf, est un homme d'État allemand membre de l'Union chrétienne-démocrate d'Allemagne (CDU).
Il est premier vice-président de la Haute Autorité de la Communauté européenne du charbon et de l'acier entre 1952 et 1957, puis ministre fédéral des Finances d'Allemagne de l'Ouest jusqu'en 1961.

## Biographie

### Jeunesse
Franz Etzel est le fils d'un artisan actif dans le secteur du bâtiment et de Helene Röpling. Il travaille comme apprenti mineur à Sterkrade de 1920 à 1922 pour financer ses études. Il obtient son Abitur en 1922. Il suit des études supérieures de droit dans les universités de Francfort-sur-le-Main, Münster et Munich.

### Début en politique
De 1922 à 1926, République de Weimar, il fait partie du Jungnationaler Bund, un mouvement de jeunesse nationaliste, mais en sort en 1927.
Trois ans plus tard, il passe avec succès son premier examen juridique d'État, et réussit le second en 1930. Il commence alors à travailler comme avocat à Duisbourg et travaille dans un cabinet spécialisé dans le droit des sociétés.
Il rejoint ensuite le Parti national du peuple allemand (DNVP), dont il préside l'organisation de jeunesse dans en Basse-Rhénanie (Niederrhein) entre 1931 et 1933. Il renonce à toute activité politique sous le régime nazi.

### Seconde Guerre mondiale
Il devient ensuite notaire en 1939. Il n'exerce ce dernier métier que peu de temps, étant enrôlé comme soldat dans la Wehrmacht dès le début de la Seconde Guerre mondiale, et y sert pendant toute la durée du conflit, soit six ans, notamment en Norvège, en Russie et dans les Ardennes. Il est capturé en mai 1945 et passe quatre mois dans un camp de prisonniers américain. À la fin de la guerre, il a le grade d’Oberleutnant[réf. nécessaire].

### Après guerre
En 1945, il est membre fondateur de l'Union chrétienne-démocrate d'Allemagne (CDU) à Duisbourg et préside la section locale jusqu'en 1949. De 1946 à 1949, il est membre du comité directeur de Rhénanie-du-Nord (Nordrhein) et du comité de la zone britannique d'occupation. En tant que président de la commission économique du parti dans la zone britannique de 1947 à 1949, il supervise la rédaction des « principes de Düsseldorf », qui s'éloignent du socialisme chrétien du programme d'Ahlen adopté en 1947 et posent les bases de l'économie sociale de marché. Il côtoie dans cette commission Fritz Hellwig qui sera, comme Etzel, membre de la Haute Autorité de la CECA. D'un point de vue économique, Frantz Etzel est plus proche d'Alfred Müller-Lamarck que de Ludwig Erhard.
En 1949, Franz Etzel est élu député fédéral au Bundestag dans la circonscription de Rees-Dinslaken et devient président de la commission parlementaire de l'Économie. De 1949 à 1952, il est président de la Commission de l'économie du Bundestag et vice-président de la commission de socialisation. Il est également le rapporteur du traité de Paris de 1951 qui donne naissance à la CECA.
En 1950, il est nommé président de la Commission économique fédérale de la CDU. Ce comité transmet les vues des milieux économiques et offre à Ludwig Erhard un soutien pour s'assurer le soutien des députés de la CDU. L'un des résultats substantiels de l'action d'Etzel est la Loi d'aide à l'investissement de 1952 qui a favorisé la création de capital par les entreprises ouest-allemandes en élargissant les possibilités d'amortissement. Les possibilités d'autofinancement qui en résultent sont certes nécessaires pour soutenir l'expansion de l'économie allemande, mais donnent également à Etzel la réputation d'être un homme de l'industrie.

### Positions au niveau européen
Il est nommé vice-président de la Haute Autorité de la Communauté européenne du charbon et de l'acier (CECA) par son président, Jean Monnet, le 10 août 1952 et renonce à son mandat parlementaire en 1953.
Il est d'abord premier vice-président de l'autorité Monnet du 10 août 1952 au 3 juin 1955. Il est président du groupe « Marchés, ententes, transports ». Il est également membre des groupes « Problèmes sociaux », « Relations extérieures », « Presse et information » et du « groupe de travail « Messine » ».
Le 3 juin 1955, il devient ensuite premier vice-président de l'autorité Mayer. Il conserve cette fonction jusqu'au 28 octobre 1957, date de sa démission.
Il participe alors aux travaux préparant la création de la Communauté économique européenne, mais se retrouve opposé à Ludwig Erhard qui refuse alors une coopération plus approfondie entre les États européens.

### Retour en politique fédérale
Peu après son retour au Bundestag le 29 octobre 1957, cette fois dans la circonscription de Remscheid-Solingen, Franz Etzel remplace Fritz Schäffer comme ministre fédéral des Finances d'Allemagne de l'Ouest dans le gouvernement de Konrad Adenauer, et démissionne de ses fonctions européennes. Partisan d'une discipline budgétaire stricte, il met en œuvre l'une des plus importantes réformes de la fiscalité qu'ait connue la RFA. En 1959, Konrad Adenauer le présente comme son possible successeur si lui-même se présentait à la présidentielle fédérale prévue au cours de cette même année. La manœuvre a surtout pour but d'éviter que Ludwig Erhard ne devienne chancelier fédéral. Renforcé par cette confiance d'Adenauer, il est contraint de renoncer après que le chancelier décide de ne pas être candidat à la présidence fédérale. Son statut de successeur potentiel s'affaiblit par la suite, du fait d'une réévaluation du deutsche mark et de sa politique de rigueur budgétaire. Il renonce à son poste après les élections législatives fédérales de 1961. Si Franz Etzel évoque des raisons de santé, le renforcement du Parti libéral-démocrate (FDP) et le nombre accru de fauteuils ministériels réservés à ce dernier dans le nouveau gouvernement n'y sont certainement pas étrangers. Il prend ensuite la présidence du groupe de travail sur les finances et la fiscalité du groupe CDU/CSU au Bundestag.
De 1961 à sa mort, il est associé personnellement responsable de la banque Friedrich Simon de Düsseldorf. Il a également faite partie de plusieurs conseils de surveillance. Il représente également le Bureau de recherche de pétrole de Paris en Allemagne (1964-1965). Ses archives se trouvent partiellement aux Archives fédérales et partiellement aux Archives de la politique démocrate-chrétienne de la Fondation Konrad Adenauer.

### Retraite et fin de vie
Il ne se représente pas aux élections de 1965 et quitte alors la vie politique. Il meurt le 9 mai 1970 à Wittlaer, aujourd'hui incorporée à Düsseldorf, d'une défaillance cardiaque.

## Prix et distinctions
- Docteur honoris causa de l'Université technique de Berlin.

## Sources
- (de) Cet article est partiellement ou en totalité issu de l’article de Wikipédia en allemand intitulé « Franz Etzel » (voir la liste des auteurs).